# Robert Schuman
Robert Schuman (Luxembourg, 1886. június 29. – Scy-Chazelles, 1963. szeptember 4.) luxemburgi születésű német-francia kereszténydemokrata politikus. A Negyedik Francia Köztársaság 2. és 4. miniszterelnöke. Az Európai Unió egyik alapítója.

## Életpályája

### Gyermekkora
Robert Schuman apja, Jean-Pierre Schuman (1837-1900) volt.  Évrange nevű kisvárosban született, amely a luxemburgi határ mellett fekszik Lotaringiában. Francia állampolgárként született, de az anyanyelve a luxemburgi helyi dialektusa, a francique luxembourgeois volt. Miután Lotaringia 1871-ben Németország része lett, német állampolgárságot kapott. Robert Schuman anyja, Eugénie Duren, (1864-1911), Luxemburgban (Bettembourgban) született. 1884-ben, házasság által lett német állampolgár.
Bár Luxemburgban született, Robert Schuman német állampolgár volt. Csak 1919-ben vette fel a francia állampolgárságot, miután Elzász-Lotaringiát visszaadták Franciaországnak. Az anyanyelve luxemburgi (német dialektussal), a második nyelve a német volt. Csak az iskolában tanulta meg a franciát.
Középiskolai tanulmányait Luxembourgban végezte, az Athénée de Luxembourg középiskolában, jezsuita kollégiumban. Ekkor döntött úgy, hogy német egyetemeken tanul. Mivel a luxembourgi középiskolai diploma nem volt érvényes Németországban, vizsgát kellett tennie, a Metzben levő Császári Gimnáziumban. Az egyetemi oktatása során közgazdaságtant, politikai filozófiát, teológiát és statisztikát tanult. Tanulmányai elvégzése után kapta meg diplomáit, a Bonni Egyetemen, a müncheni Humboldt Egyetemen, a Berlini Egyetemen, és Elzászban, Strasbourgban (akkor még Németország).

### Pályafutása 1945-ig
Anyja autóbuszbalesetben halt meg, ennek hatására Schuman átértékelte életét, s a vallás felé fordult. Egész életén keresztül nőtlen maradt. Ügyvéd lett. Katonai szolgálatra egészségi állapota miatt alkalmatlan volt. Az első világháború alatt polgári szolgálatot teljesített, de soha nem hordott német egyenruhát. Tagja volt a metzi városi tanácsnak és a német katolikus egyletnek. A háború után Elzász-Lotaringia (Alsace-Lorraine) ismét Franciaországhoz került. Schuman a francia politikában vált aktívvá. 1919-ben először választották be a parlamentbe, képviselőként területi listán, majd egy időszakkal később Thionville képviselője lett a háborús évek alatt, egészen 1958-ig. A francia parlamentben jelentős hozzájárulása volt a Lex Schuman felvázoló és parlamentáris passzushoz. A lotaringiai acéliparban a háború után korrupciót fedezett fel, amit később mélyebben kivizsgált.
1940-ben, a szaktudása miatt meghívták Paul Reynaud háborús kormányába. Még ebben az évben a nácik letartóztatták az ellenállása és tiltakozása miatt. Kihallgatta a Gestapo is. Egy tiszteletreméltó németnek köszönhetően megmenekült attól, hogy Dachauba küldjék. 1942-ben megszökött a Gestapo fogságából, és csatlakozott a francia ellenálláshoz. Bár az élete még mindig veszélyben volt, a francia–német barátságról és az európai megbékélésről beszélt.

### A második világháború után
A világháború után Schuman szerepe megnőtt. Pénzügyminiszter lett, azután kétszer miniszterelnök, 1947-1948-tól. A Harmadik Erő koalíciós kormány része volt, szemben álltak a kommunistákkal és Gaullistákkal is. Az utóbbi évben külügyminiszter lett. Schuman kormánya egy európai gyűlés létrehozását szorgalmazta. Ez a javaslat Európa Tanácsként jött létre. 1949. május 5-én, Londonban fogadták el az alapító államok az új Európa kereteit, az emberi jogok és alapvető szabadságoknak az elvei alapján, amiket akkor Schuman fejtett ki. 1948 szeptemberében külügyminiszterként bejelentette, hogy az ENSZ-képviselő célja az legyen, hogy létrehozzon egy európai demokratikus szervezetet, hogy a náci korszak utáni és demokratikus Németország is csatlakozhasson. 1949-50-ben Európa-szerte és Észak-Amerikában beszédeket tartott, miközben létrehozott egy nemzetek feletti Európai Közösséget. Ez a szervezet tartós békét fog hozni az államok között, mondta.
1950. május 9-én a nemzetek feletti demokratikus intézmény elveit bejelentették Paul Reuter, jogi tanácsadó által előkészített külügyminisztériumi nyilatkozattal, a csapat tagjai Bernard Clappier és Jean Monnet voltak. A francia kormány elfogadta a Schuman-nyilatkozatot, mely felkérte a németeket és minden más európai országot, hogy a szén- és acélipari termelésüket együttesen és demokratikusan Európa első nemzetek feletti közösségében végezzék. 1951. április 18-án hat alapító tag aláírta a párizsi szerződést, mely létrehozta az Európai Szén- és Acélközösséget. A Római szerződés 1957-ben létrehozta a gazdasági közösséget és az Euratomot. A későbbi megállapodásoknak köszönhetően ezek végül az Európai Unió szervezetévé fejlődtek. A Schuman-nyilatkozatot 1950. május 9-én hozták nyilvánosságra, és a mai napig május 9-ét jelölik Európa Napként.

## Európai politikája
Miniszterelnökként és külügyminiszterként Schuman fontos szerepet játszott a NATO megteremtésében. Schuman egy atlanti-óceáni közösség prominens alakja volt. Ennek azonban erősen ellenálltak a kommunisták, az ultranacionalisták és a gaullisták.
Schuman később igazságügy-miniszterként tevékenykedett, mielőtt az Európai Nemzetgyűlés (francia és olasz nyelven az Európai Parlamentet Nemzetgyűlésnek nevezték) első elnöke lett. 1958-ban megkapta a Karlspreis-t, Aachen német városának egy díját, melyet olyan embereknek adnak, akik hozzájárultak az európai eszméhez és az európai békéhez. A díj nevét Nagy Károlyról kapta, Franciaország és Németország egykori uralkodójáról, aki Aachenben székelt és ott is temették el; emellett IX. Piusz pápa rendjének lovagja volt.
Nőtlen, szerény és nem hivalkodó emberként ismerték. Robert Schuman mélyen vallásos ember és bibliatudós volt. Erősen befolyásolták XII. Piusz pápa, Aquinói Szent Tamás és Jacques Maritain írásai.

## Schuman-kormányok

### 1947. november 24. és 1948. július 26. közti, első kormánya
- Robert Schuman – elnök-kormányfő
- Georges Bidault – külügyminiszter
- Pierre-Henri Teitgen – hadügyminiszter
- Jules Moch – belügyminiszter
- René Mayer – pénzügy- és gazdasági ügyek minisztere
- Robert Lacoste – kereskedelmi- és iparminisztere
- Daniel Mayer – munka és társadalombiztosítás minisztere
- André Marie – az igazságügyminiszter
- Marcel Edmond Naegelen – oktatásügyi miniszter
- François Mitterrand – veteránok és háborús áldozatok minisztere
- Pierre Pflimlin – mezőgazdasági miniszter
- Paul Coste-Floret – tengerentúli megyék minisztere
- Christian Pineau – közmunkák és szállítás minisztere
- Germaine Poinso-Chapuis – a közegészségügyi és lakosságügyi miniszter
- René Coty – az újjáépítési és városi tervezés minisztere

### 1948. szeptember 5. – 1948. szeptember 11. közti, második kormánya
- Robert Schuman – kormányfő és külügyminiszter
- René Mayer – hadügyminiszter
- André Marie – alelnök
- Jules Moch – belügyminiszter
- Christian Pineau – pénzügyi és gazdasági ügyek miniszter
- Robert Lacoste – kereskedelmi és iparminiszter
- Daniel Mayer – munkaügyi és társadalombiztosítási miniszter
- Robert Lecourt – igazságügyminiszter
- Tony Revillon – nemzeti oktatásügyi miniszter
- Jules Catoire – veteránok és háborús áldozatok minisztere
- Pierre Pflimlin – mezőgazdasági miniszter
- Paul Coste-Floret – tengerentúli megyék minisztere
- Henri Queuille – közmunkák minisztere, szállítás, és turizmus
- Pierre Schneiter – közegészségügyi és lakossági miniszter
- René Coty – újjáépítési és városi tervezési miniszter

## Magyarul megjelent művei
- Európáért; bev. Konrad Adenauer, François Mitterrand, szerk. Szirtes Gábor, ford. Tót Éva; Baranya Megyei Könyvtár, Pécs, 1991 (Pannónia könyvek)
- Európáért; szerk., jegyz. Szirtes Gábor, ford. Tót Éva, előszó Mádl Ferenc; 2. jav. kiad.; Pro Pannonia, Pécs, 2004 (Pannónia könyvek)

## Külső hivatkozások
- Schuman Project életrajzi adatok, és Schuman elemzése, ami ösztönözte egy nemzetek feletti Európai Közösség létrejöttét. Tartalmaz néhányat Schuman fő beszédei közül.
- Fondation Robert Schuman Archiválva 2011. február 19-i dátummal a Wayback Machine-ben
- A Katholische Akademie Trier (német)
- A Schuman-nyilatkozat (1950. május 9-e) (angolul) (németül) (spanyolul) (franciául)
- Video of the Schuman Declaration of the creation of the ECSC – CVCE
- 1949 után az Egyesült Királyság miniszterétől, Ernest Bevintől Robert Schumannak, felveti Németországban az ipar ismételt szétbontásának egy újabb megfontolását.
- Robert Schuman szócikk. Kereszténydemokrácia Tudásbázis, Barankovics István Alapítvány. www.barankovics.hu (Hozzáférés: 2015. január 6.) arch

## Kapcsolódó szócikk
- Franciaország miniszterelnökeinek listája